# 鵜塚

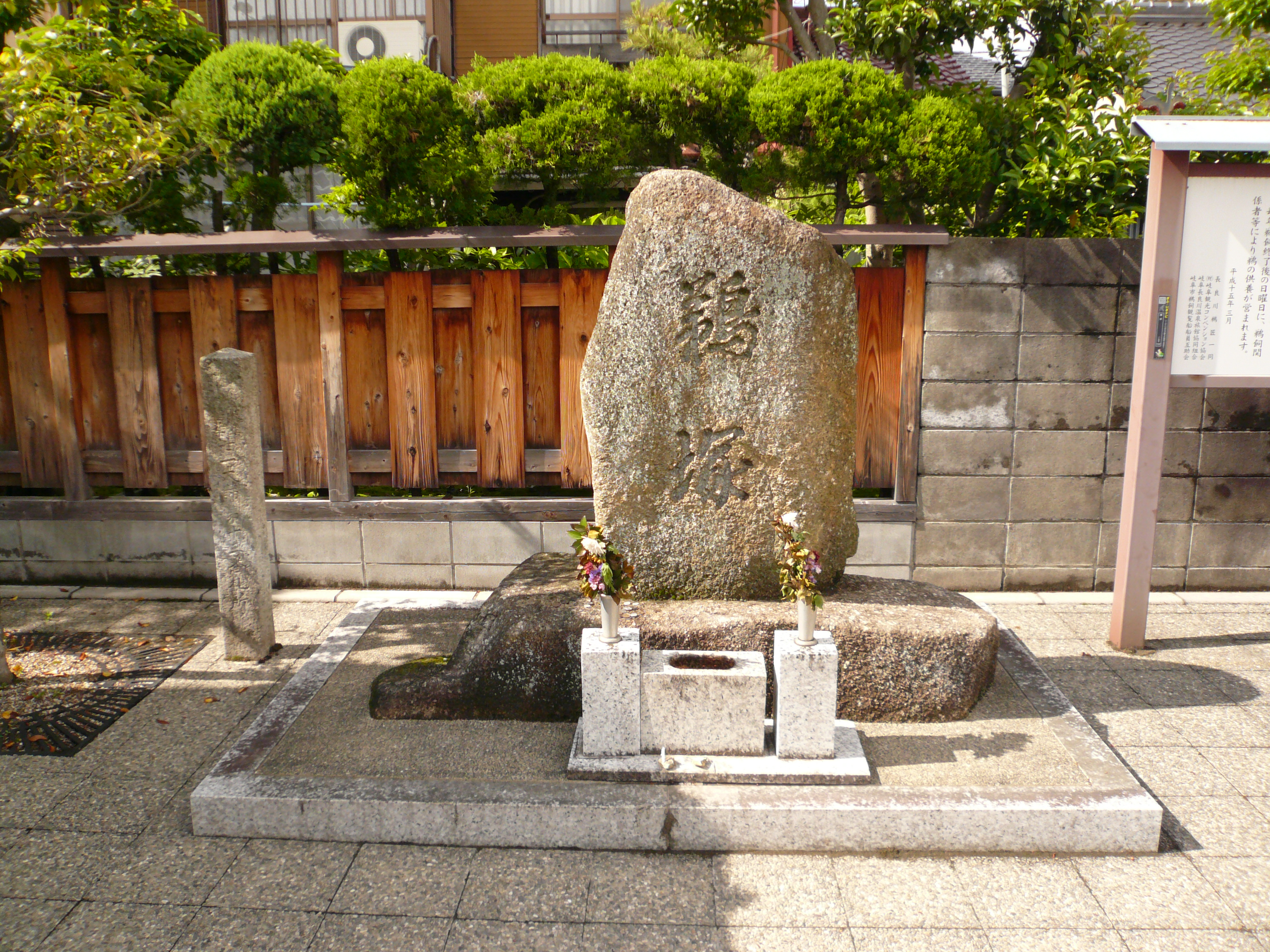
鵜塚

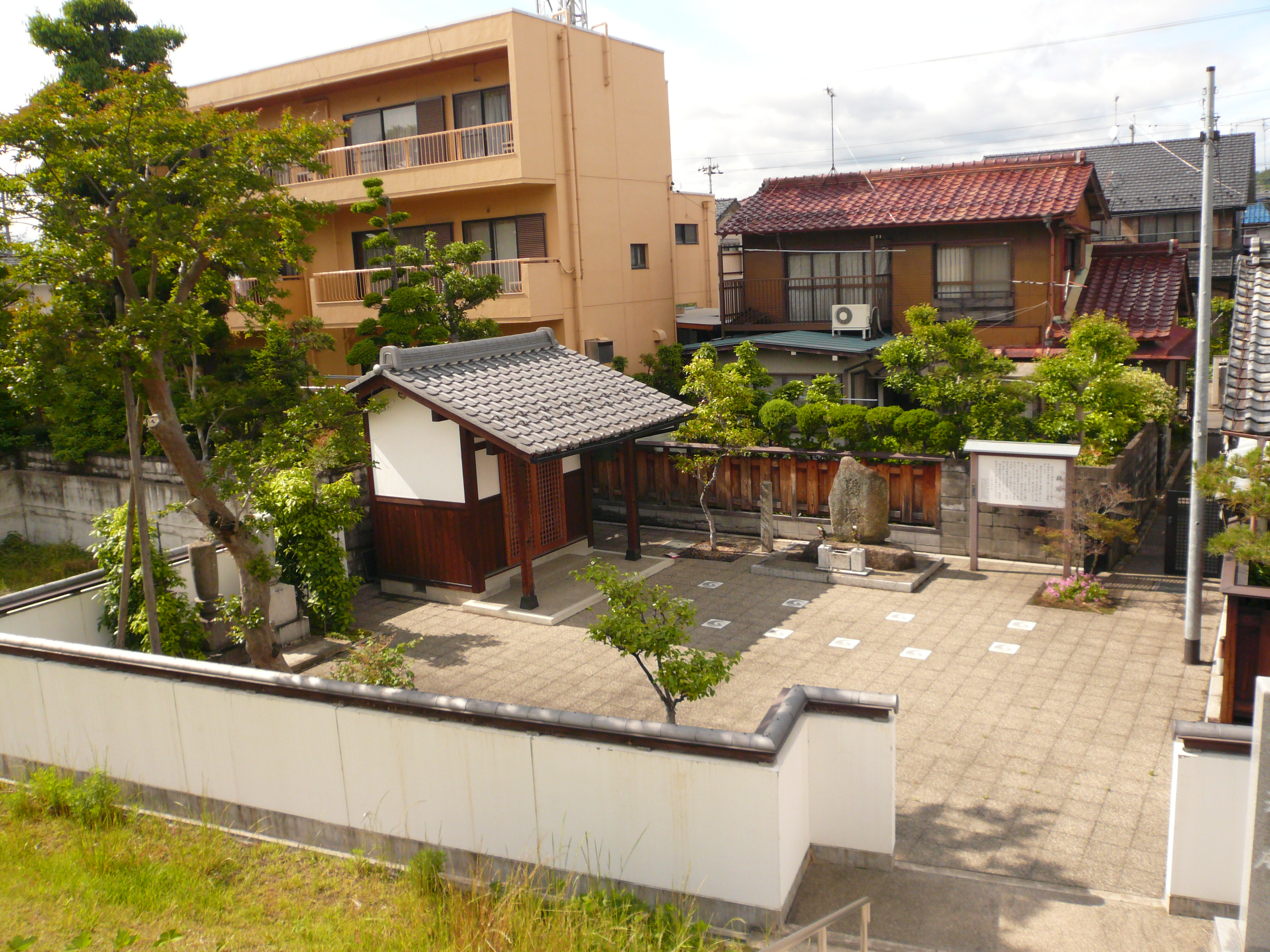
全景

鵜塚（うづか）は、岐阜県岐阜市にある長良川鵜飼の鵜を供養するための慰霊碑である。
鵜匠による鵜の供養自体は百数十年前より行われていたが、1983年（昭和58年）10月16日に鵜飼関係者の浄財により長良宮口町に塚が建立された。2003年（平成15年）3月の長良古津橋線道路整備に絡み2004年に現在の地に移転されている。
毎年、長良川鵜飼終了後の最初の日曜日に、鵜飼関係者等により鵜供養が営まれる。

## 場所
- 岐阜県岐阜市長良大前町1丁目

## 建立者
- 長良川鵜匠一同
- 財団法人岐阜観光コンベンション協会
- 岐阜長良川温泉旅館共同組合
- 岐阜市鵜飼観覧船船員互助会